# 伊勢西条藩
伊勢西条藩（いせにしじょうはん / いせさいじょうはん ）は、伊勢国河曲郡西条村（現在の三重県鈴鹿市西条付近）を居所とした藩。徳川吉宗の側近である有馬氏倫が、1726年に加増を受け大名に取り立てられて成立した。歴代藩主は定府であり、領地は伊勢国・下野国・上総国に分散していた。伊勢領を管轄する陣屋はのちに同郡南林崎村（現在の鈴鹿市林崎・南林崎町付近）に置かれたため、南林崎藩（みなみはやさきはん）とも称される。1781年に上総領の五井に居所を移して以後は五井藩と呼ばれる。なお、南林崎村など伊勢国の領地の一部は廃藩置県まで有馬家（五井藩、のち下野吹上藩）領として存続する。

## 歴史

### 前史
藩主有馬家（摂津有馬氏）は、筑後久留米藩主家の分家であり、久留米藩初代藩主・有馬豊氏の三男・有馬頼次を祖とする。頼次は徳川忠長に仕えて1万石を得ていたが、忠長改易に伴って所領を失っている。頼次の継嗣有馬吉政（実父は建部光重・母は豊氏の姪）は徳川頼宣に仕え、子孫は紀州徳川家に代々仕えた。

### 初代・有馬氏倫
頼次から4代目の有馬氏倫は紀州時代より徳川吉宗に仕えた。享保元年（1716年）に吉宗が将軍に就任すると幕臣に転じて御側御用取次となり、伊勢国三重郡内に1,300石を与えられた。享保2年（1717年）に下野国芳賀郡内で1,000石の加増を受けた後、享保11年（1726年）に伊勢国多気郡・河曲郡・三重郡内、下野国河内郡内、上総国市原郡内において7,700石を加増されて都合1万石となり、享保12年（1727年）閏1月28日に領知の御朱印状を賜った。ここに有馬氏倫は大名となり、伊勢西条藩が立藩したとみなされる。本家にあたる久留米藩が外様大名であるのに対し、大名取立ての経緯から伊勢西条藩は譜代大名である。
居所と定められた西条村は神戸城下町に近接している。西条村は神戸藩との相給であり、1000石あまりの村高の約半分が西条藩の領分であった。

### 2代から5代
第2代藩主有馬氏久は大番頭を務めた。伊勢の領地を管理する陣屋は南林崎に置かれることになるが、南林崎陣屋の設置時期についてはさまざまな記述がある（後述）。藤野保は、南林崎陣屋への移転には元文2年（1737年）説と延享2年（1745年）説の両説がある（いずれも2代藩主・氏久の時代）とする。
氏久の後は継嗣に恵まれず、幼少・短命の藩主が続いた。第3代藩主・氏恒、第5代藩主・氏恕は、縁戚（氏久正室の実家）である信濃飯田藩主・堀家からの末期養子で継承している。
天明元年（1781年）、有馬氏恕は居所を伊勢国内から上総国市原郡五井に移した（五井藩参照）。これとともに有馬家は定府を解かれ、半年ごとに参勤交代をするようになった。
なお、『角川日本地名大辞典』では南林崎に陣屋が移ったのは、五井藩となった天明元年（1781年）としている。『四日市市史』では、享和2年（1802年）に西条村が神戸藩領となったことから、このときに南林崎村に陣屋を移転したとする。

### 後史
有馬家は上総国の領知を伊勢国・下野国に移され、藩庁を下野国吹上藩に移転して廃藩置県を迎える。南林崎村など伊勢国内の領地の一部は有馬家の領地として残り、廃藩置県後に吹上県の管轄となった。

## 歴代藩主
有馬家
1万石 譜代
1. 有馬氏倫（うじのり） 従五位下 兵庫頭 【享保11年1月11日藩主就任 - 享保20年12月12日死去】〔側衆〕
2. 有馬氏久（うじひさ） 従五位下 備後守 【元文元年2月3日藩主就任 - 宝暦9年6月2日隠居】〔大番頭〕
3. 有馬氏恒（うじつね） 従五位下 式部少輔 【宝暦9年6月2日藩主就任 - 宝暦10年2月24日死去】
4. 有馬氏房（うじふさ） 不詳 【宝暦10年4月19日藩主就任 - 安永2年閏3月20日死去】
5. 有馬氏恕（うじしげ） 従五位下 備後守 【安永2年5月14日藩主就任 - 天明元年11月28日移封】

## 政治
歴代藩主は定府であったため、伊勢西条が「居所」と設定されているものの、実際に領地に赴くことはなかった。伊勢領7700石は、宝暦3年（1753年）以来南林崎村の棚瀬氏が代官を世襲して管掌している。